# Loubna Tahiri
Pour les articles homonymes, voir Tahiri.
Loubna Tahiri (en arabe : لبنى طاهري), est une femme politique marocaine.
Elle a été élue députée dans la liste nationale, lors des élections législatives marocaines de 2016 avec le Mouvement populaire. Elle fait partie du groupe parlementaire du même parti, et elle est membre active de la Commission des infrastructures, de l'énergie, des mines et de l'environnement.